# Ludwig Kerber
Pour les articles homonymes, voir Kerber (homonymie).

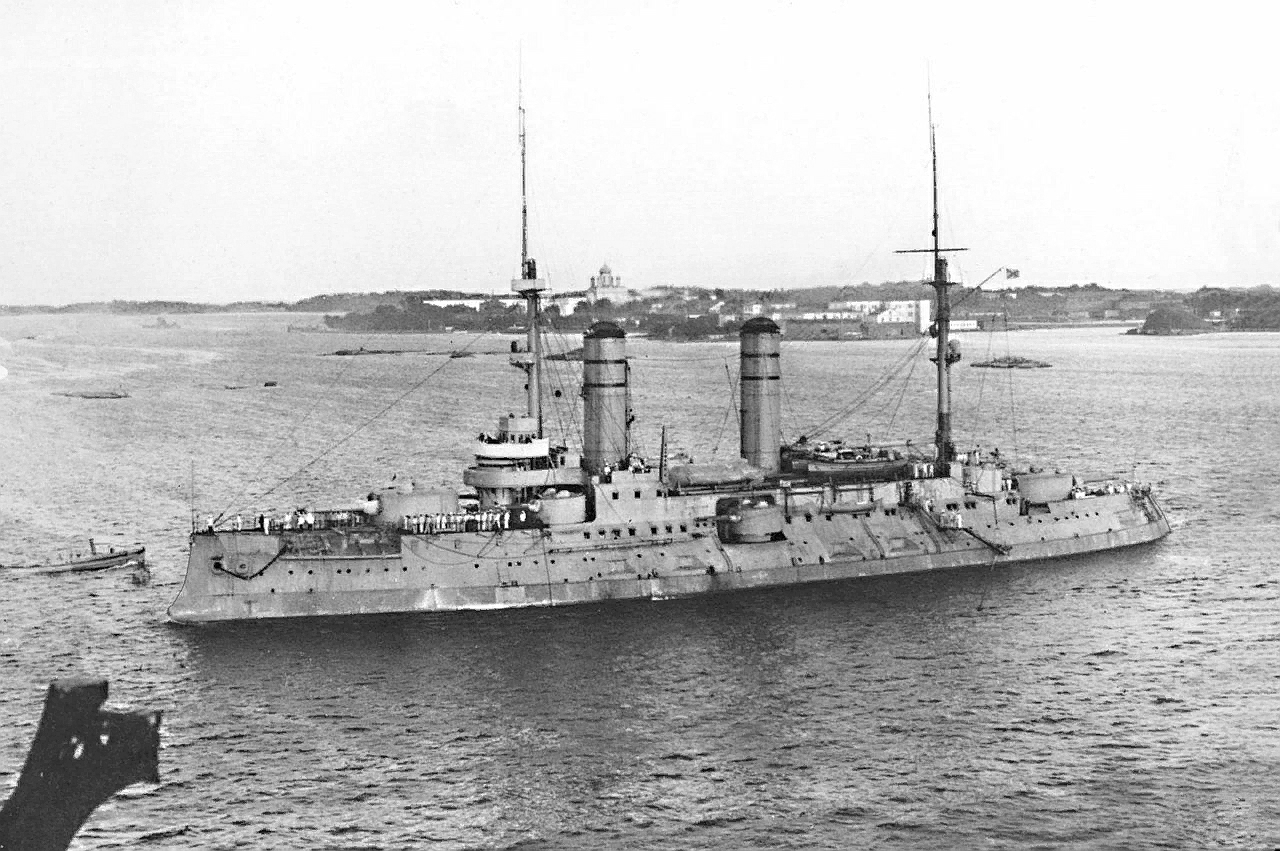
le Tsarévitch

Ludwig Berngardovitch Kerber ou Körber (en russe : Людвиг Бернгардович Кербер, né le 19 avril 1863 à Dorpat et mort le 9 avril 1919 à Londres) est un officier de marine russe. Il changea son nom le 30 octobre 1916 pour Ludwig F Corwin. Il fut vice-amiral russe.

## Biographie
Il fait ses études à Saint-Pétersbourg à la Petrischule, fameuse école allemande de la capitale.
Il sort diplômé du Corps naval des Cadets et de l'Académie navale Nicolas de Saint-Pétersbourg (1902). Entre 1886 et 1889, servant en mer Baltique, il  entreprend un tour du monde sur la corvette Vitiaz placée sous le commandement de Stepan Makarov. (construction 1883 - lancement 23 octobre 1884 - Brisée sur les récifs 1893).

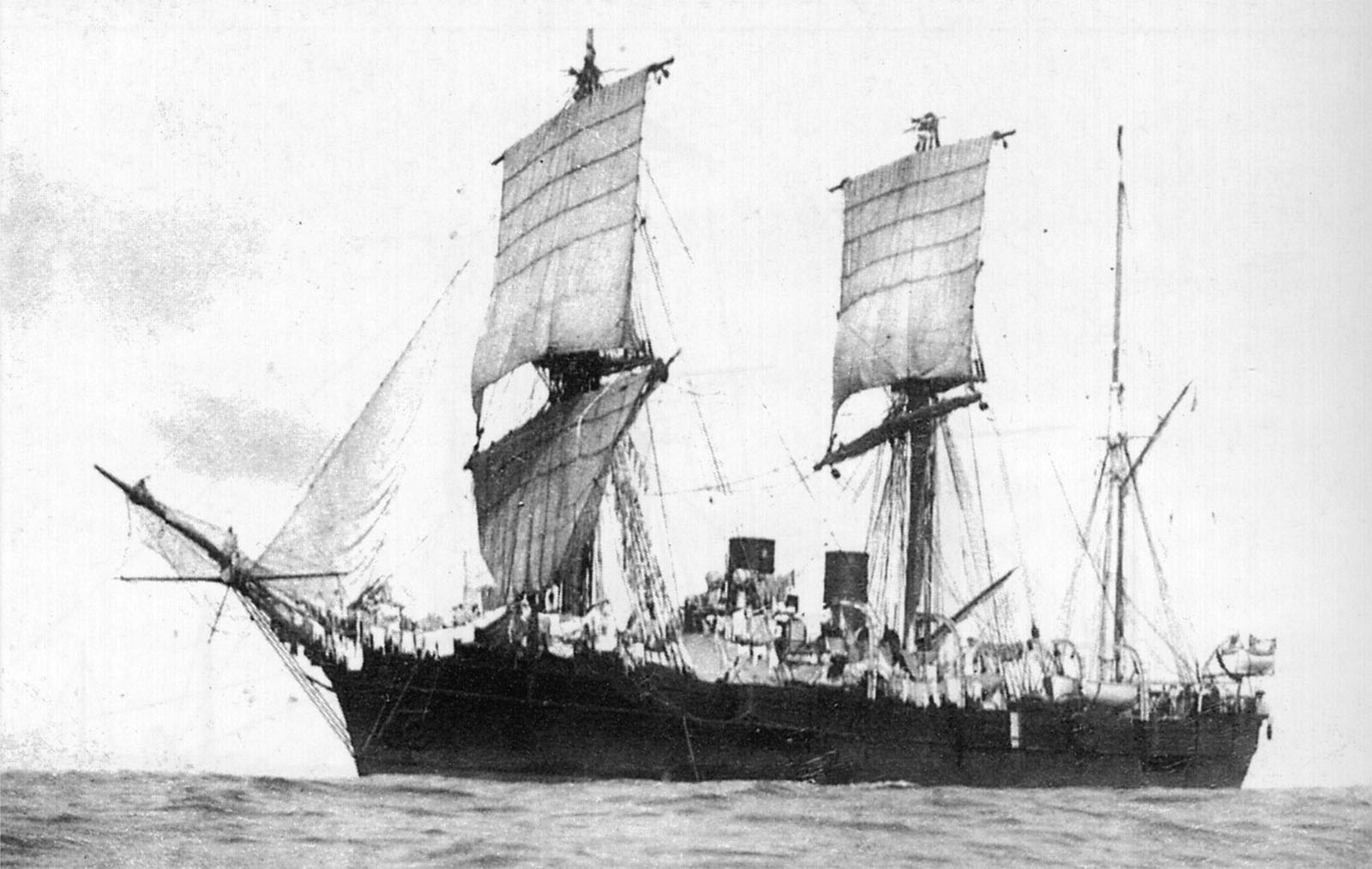
La corvette Vityaz

Entre 1897 et 1900 il est transféré en Extrême-Orient et se distingue lors de l'assaut mené contre la forteresse de Taku. De 1904 à 1905, il prend part à la guerre russo-japonaise en qualité d'officier supérieur, sur les croiseurs Russie et Bogatyr.
En 1905, il est nommé au poste de chef d'état-major, chef des forces terrestres et navales en Extrême-Orient. En 1906 de nouveau en mer Baltique, il commande le croiseur Cosaque du Don. En 1908, il lui est attribué le commandement de la canonnière Khivinets. Il séjourne ensuite en Grande-Bretagne en qualité de représentant de la Marine impériale de Russie de 1909 à 1911. De retour en Russie, le poste de commandant du cuirassé Tsarévitch lui est attribué (1911-1913) (construction le 26 juin 1899 - lancement 10 février 1901 - mis en service 21 août 1903 - mis hors service 1925). En 1913, il occupe le poste de chef d'état-major du commandant des forces navales en Baltique, l'amiral von Essen. Le 24 décembre 1914, il est promu vice-amiral. En 1915, il occupe les fonctions de président de la Conférence sur les transports maritimes (cette réunion institue une coordination entre les divers ministères de la Russie impériale et les entreprises privées dans l'utilisation des transports). En 1916, le commandement de la Flotte de l'Arctique lui fut attribué.
Ludwig Becker est démis de ses fonctions après la Révolution de février de 1917 (7 mars 1917) et quitte la Russie en 1918.

### Décès
Ludwig Berngardovitch Kerber meurt en 1919 à Londres.

### Famille
Il naît à Dorpat dans une famille luthérienne allemande de la Baltique qui comprend plusieurs générations de pasteurs. Il est le fils du professeur de médecine Bernhard Körber (nom russifié par la suite en Kerber) (1837-1915), arrière-petit-fils du pasteur et historien allemand de la Baltique Eduard Philipp Körber (de) (1770-1850) et père de Leonid Lvovitch Kerber (1903-1993), spécialiste de l'équipement aéronautique en URSS. 